# مصلحة الكفاية الإنتاجية والتدريب المهني (مصر)
مصلحة الكفاية الإنتاجية والتدريب المهني هي مصلحة حكومية مصرية تابعة لوزارة الصناعة، أنشأت في أغسطس 1956 بناءًا على اتفاقية ثنائية بين الحكومة المصرية ممثلة في وزارة الشئون الاجتماعية والعمل ووهيئة العمل الدولية التابعة للأمم المتحدة، تعمل في مجال رفع مستوى الكفاية الإنتاجية في المصانع، وكذلك المعاونة في إعداد وتدريب الفنيين والعمالة في جميع المجالات الصناعية. ويتبع المصلحة العديد من المعاهد التعليمية والمراكز المهنية والتكنولوجية في عدة مدن مصرية.

## المهام
- إعداد العمالة الفنية المؤهلة لسوق العمل الصناعي.
- المساهمة في تحسين إنتاجية الصناعة وتطوير نظم الإدارة.
- تقديم الخدمات والدراسات الاستشارية.
- المشاركة في المشروعات القومية للتدريب.

## مراكز التدريب التابعة
يتبع للمصلحة مراكز تعليمية تُسمى "مراكز التدريب المهني" وهي مراكز تشرف عليها المصلحة فنيًا، وتشمل أقسام ومراكز المصلحة، ومراكز الشركات، ومحطات التدريب، ومدة الدراسة بالمراكز ثلاثة سنوات يمنح الطالب الناجح في نهايتها شهادة دبلوم التلمذة الصناعية المعادل لدبلوم المدارس الثانوية الصناعية، بالإضافة إلى حصوله على المؤهل المهني الثاني لوحدات الجدارة المهنية المصرية، ومن أهم هذه المراكز المعهد الفني للعلوم والتكنولوجيا.

## وصلات خارجية
- الموقع الرسمي للهيئة.
- الصفحة الرسمية للهيئة على موقع فيس بوك.